# Léon (cantora pop)
Lotta Lindgren (nascida em 26 de fevereiro de 1993), conhecida por seu nome artístico Léon (estilizado como LÉON), é uma cantora e compositora sueca nascida e criada em Estocolmo, na Suécia. A ascensão de Léon como uma sensação musical internacional começou com o lançamento do single "Tired of Talking" no SoundCloud em julho de 2015. Até o momento, Léon lançou três álbuns completos, LÉON, Apart e, mais recentemente, Circles. Ela também colaborou com Jonas Blue no single "Hear Me Say".

## Carreira

### Vida pregressa
Lotta Lindgren nasceu em Estocolmo, Suécia, em 1993. Ela vem de uma família musical, pois sua mãe toca violoncelo e seu pai, além de compor, atua como maestro. Léon começou sua carreira musical como vocalista de uma banda de hip hop e soul em sua adolescência antes de embarcar em uma carreira solo com seu parceiro de produção Agrin Rahmani em 2015. Ela citou Amy Winehouse, Janis Joplin, Beyoncé, Etta James, Sam Cooke e Stevie Wonder como suas inspirações musicais.

### 2015–2017: Primeiros EPs
Seu primeiro single, "Tired of Talking", de seu lançamento de estreia, "Treasure" (EP), chamou imediatamente a atenção, recebendo elogios do executivo musical e produtor Chris Anokute, e sendo mencionado pela cantora Katy Perry, que tuitou "ela é alguém para ficar de olho!" A música se tornou viral, acumulando milhões de reproduções em plataformas de streaming.
Em outubro de 2016, Léon se apresentou na 31ª edição do Eurosonic Noorderslag em Groningen, na Holanda. Seu segundo EP, "For You", foi lançado em 3 de março de 2017, seguido por "Surround Me" (EP), composto por quatro faixas, em outubro do mesmo ano.

### 2018–2019: Álbum de estreia
O primeiro álbum completo de Léon, intitulado "LÉON", foi lançado em março de 2019 por meio de sua própria gravadora, a LÉON Recordings, em parceria com a BMG. O lançamento do álbum foi antecedido pelos singles "Baby Don't Talk", "Falling" e pela música de destaque "You And I".
Produzido pelas equipes de produção ELECTRIC e Captain Cuts, o álbum combina valores modernos de produção eletrônica com sons mais íntimos e despidos, apresentando estilos variados que vão desde o synth-pop até o retro-pop e soul.
O álbum recebeu críticas positivas dos críticos, que elogiaram suas melodias intricadas e sensação íntima, comparando os vocais de Léon com os de Stevie Nicks e Amy Winehouse. Para promover o álbum, Léon embarcou em uma turnê pela Europa, Reino Unido e EUA.

### 2020–Presente:Apart
Após uma sequência de singles, como "And It Breaks My Heart" e "Chasing a Feeling", Léon lançou seu segundo álbum de estúdio, intitulado "Apart", em outubro de 2020. Criado durante a pandemia de COVID-19, o álbum foi gravado e produzido completamente em sua cidade natal, Estocolmo, com a colaboração de longa data de Martin Stilling.
Embora geralmente semelhante em sonoridade ao álbum de estreia, "Apart" apresenta uma produção mais despojada e é mais pessoal em sua natureza. Ele foi caracterizado como um álbum pós-termino, com músicas repletas de um sentimento de saudade e nostalgia. O álbum recebeu críticas geralmente favoráveis. Embora os críticos tenham observado que o álbum pode não ser tão bem realizado quanto o primeiro disco de Léon, nem distintamente reconhecível a partir dele, eles elogiaram suas habilidades de composição de músicas e, assim como em sua estreia, seus vocais maduros.
No mês de maio de 2021, Léon fez uma colaboração com Jonas Blue no single de dance house intitulado "Hear Me Say", o qual rapidamente atingiu a marca de 18 milhões de reproduções em plataformas de streaming. O videoclipe da música, dirigido por Alex Nicholson, foi lançado em julho de 2021.
Em setembro de 2021, um single intitulado "Dancer" foi lançado.
Léon lançou seu terceiro álbum de estúdio, "Circles", em 4 de março de 2022. Ele inclui os singles previamente lançados "Dancer", "Soaked", "Fade Into a Dream" e "Wishful Thinking".

## Discografia

### Álbuns de estúdio
| Título  | Detalhes                                                                                                   | Posições de gráfico de pico |
| Título  | Detalhes                                                                                                   | SWE                         |
| ------- | --- | --------------------------- |
| Léon    | - Lançado: 1 de março de 2019 - Gravadora: Léon Recordings, BMG - Formatos: LP, CD, download digital       | 58                          |
| Apart   | - Lançamento: 30 de outubro de 2020 - Gravadora: Léon Recordings, BMG - Formatos: LP, CD, download digital | —                           |
| Circles | - Lançado: 4 de março de 2022 - Gravadora: LL Entertainment, BMG - Formatos: LP, CD, download digital      | —                           |

### EPs
| Título                           | Detalhes                                                                              |
| -------------------------------- | ------------------------------------------------------------------------------------- |
| Treasure                         | - Lançado: 23 de outubro de 2015 - Gravadora: Columbia - Formatos: download digital   |
| Spotify Singles                  | - Lançado: 30 de novembro de 2016 - Gravadora: Columbia - Formatos: streaming         |
| For You                          | - Lançado: 3 de março de 2017 - Gravadora: Columbia - Formatos: download digital      |
| Surround Me                      | - Lançado: 6 de outubro de 2017 - Gravadora: Columbia - Formatos: download digital    |
| Live from the Village (Acoustic) | - Lançado: 10 de maio de 2019 - Gravadora: LÉON Recordings, BMG - Formatos: streaming |

### Singles
| Ano                                                                    | Single                   | Posições de gráfico de pico | Certificações | Álbum/EP    |
| Ano                                                                    | Single                   | SWE                         | Certificações | Álbum/EP    |
| ---------------------------------------------------------------------- | ------------------------ | --------------------------- | ------------- | ----------- |
| 2015                                                                   | "Tired of Talking"       | —                           | - SWE: Ouro   | Treasure    |
| 2016                                                                   | "Think About You"        | —                           |               | For You     |
| 2016                                                                   | "Liar"                   | —                           |               | For You     |
| 2017                                                                   | "Sleep Deprived"         | —                           |               | For You     |
| 2017                                                                   | "Surround Me"            | —                           |               | Surround Me |
| 2017                                                                   | "Body"                   | —                           |               | Surround Me |
| 2017                                                                   | "I Believe in Us"        | 81                          | —             | Surround Me |
| 2017                                                                   | "No Goodbyes"            | —                           |               | Surround Me |
| 2018                                                                   | "Baby Don't Talk"        | —                           |               | LÉON        |
| 2018                                                                   | "Falling"                | —                           |               | LÉON        |
| 2019                                                                   | "You and I"              | 68                          | —             | LÉON        |
| 2020                                                                   | "In a Stranger's Arms"   | —                           |               | Apart       |
| 2020                                                                   | "Who You Lovin"          | —                           |               | Apart       |
| 2020                                                                   | "And It Breaks My Heart" | —                           |               | Apart       |
| 2020                                                                   | "Chasing a Feeling"      | —                           |               | Apart       |
| 2020                                                                   | "Head and Heart on Fire" | —                           |               | Apart       |
| 2021                                                                   | "Dancer"                 | —                           |               | Circles     |
| 2021                                                                   | "Soaked"                 | —                           |               | Circles     |
| 2021                                                                   | "Fade Into A Dream"      | —                           |               | Circles     |
| 2022                                                                   | "Wishful Thinking"       | —                           |               | Circles     |
| 2023                                                                   | "Pretty Boy"             | —                           |               |             |
| "—" denota uma gravação que não entrou nas paradas ou não foi lançada. |                          |                             |               |             |

### Outras músicas
| Ano  | Single                                     | Álbum              |
| ---- | ------------------------------------------ | ------------------ |
| 2016 | "Dreams" (Recorded at Spotify Studios NYC) | Singles do Spotify |
| 2019 | "Want You Back" (with Grey)                | Want You Back      |
| 2021 | "Hear Me Say" (with Jonas Blue)            | Hear Me Say        |